# Santuari de la Mare de Déu de la Fontsanta (Subirats)
|  | No s'ha de confondre amb Santuari de la Fontsanta (Jafre). |

El Santuari de la Mare de Déu de la Fontsanta, antiga església de Sant Pere del Castell, està situat dins del castell de Subirats, en un pla inferior, als contraforts de la serra d'Ordal, al municipi de Subirats (Alt Penedès). Està inclòs a l'Inventari del Patrimoni Arquitectònic de Catalunya.

## Història
Es remunta a la construcció del castell, a principis del segle x. L'any 1726 va convertir-se en el santuari de la Mare de Déu de la Fontsanta, gràcies al trasllat de la imatge barroca amb aquest nom. Està dedicat a Santa Maria, Sant Pere i Sant Joan.

## Descripció

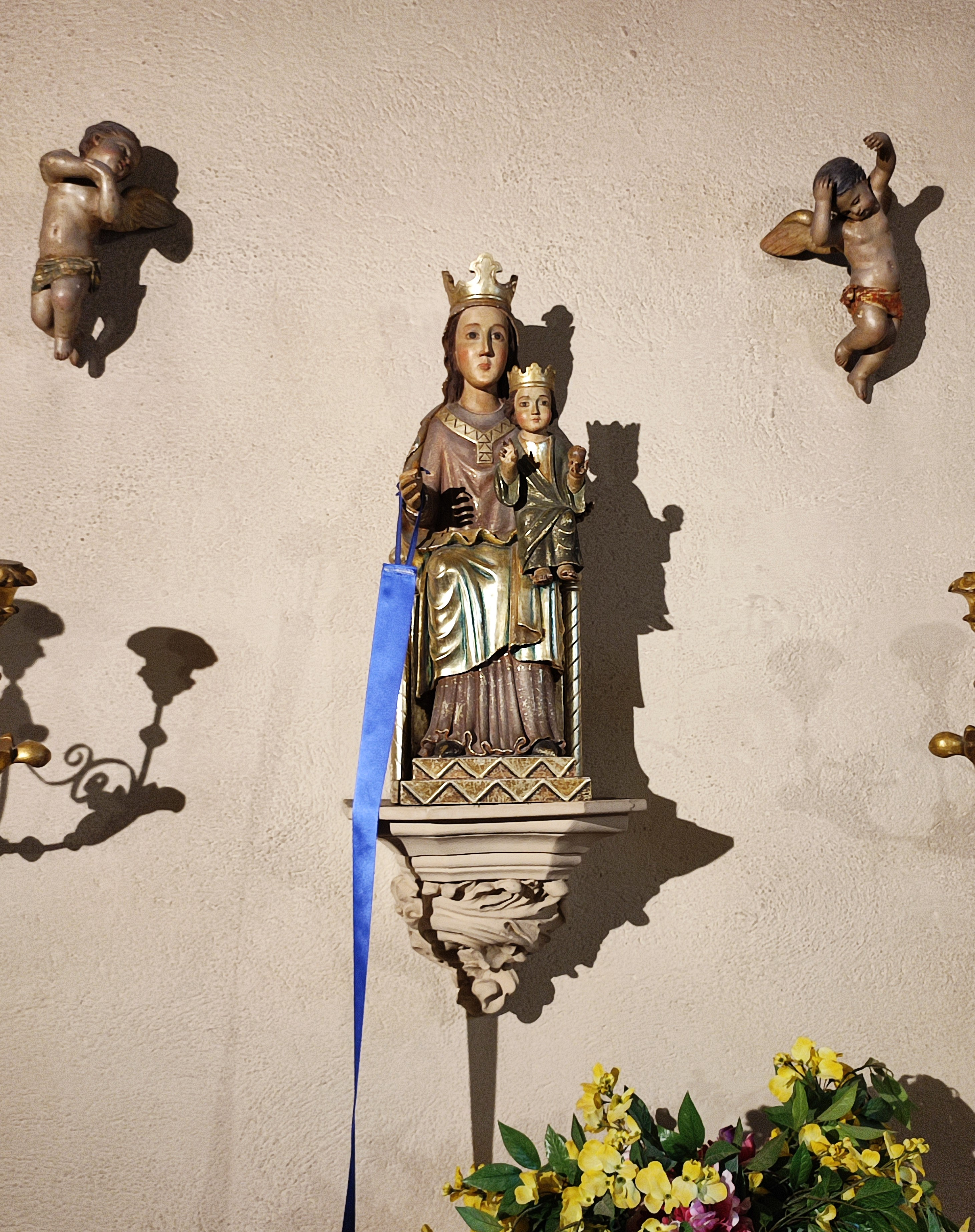
Imatge de la Mare de Déu de la Fontsanta

És un edifici d'una sola nau, coberta amb volta apuntada i arcs torals ogivals. L'absis semicircular està mig excavat a la roca. El portal de la façana sud va ser afegit en la restauració dels anys 1970 sobre l'antic portal barroc i imita l'estil romànic amb arquivolta i capitells esculpits. Té dues capelles laterals del segle XVIII. El campanar és d'espadanya, de dues arcades, i es veu a mig fer després que se suprimís l'acabament d'època barroca.
La Mare de Déu de la Font Santa es guarda actualment a la capella del Roser, oberta al culte des de 1683, i que conserva decoració en estuc a les voltes d'aresta. La imatge actual és una còpia de la que va desaparèixer el 1936.
Prop del santuari destaquen altres elements, com la roca mil·lenària sedimentada de la Via Augusta (molt pròxima); el presbiteri, probablement relacionat amb els temps ibèrics; la naveta del castell; el Columbari d'en Pasteres i la Creu del castell de Subirats, creu de terme situada davant del santuari.

## Llegenda de la Font Santa
El nom de Fontsanta prové d'una font termal, anomenada font dels Banys Vells, que estava situada al vessant nord-est del Pujol d'en Figueres, prop del santuari. Les aigües termals de la font rajaven calentes, a uns trenta graus, i curaven el reumatisme i les malalties de la pell. Per aquest motiu se l'anomenà Font Santa. Aquí hi fou trobada una imatge de la Mare de Déu que per aquesta raó s'anomena la Mare de Déu de la Font Santa. Actualment la font no raja.

## Aplec del Pa i l'Empenta
Cada 1 de maig al recinte del santuari hi té lloc l'Aplec del Pa i l'Empenta, amb una celebració eucarística, la benedicció i ofrena dels panets, la benedicció del terme parroquial i una ballada de sardanes.